# NGC 4299
NGC 4299 (другие обозначения — UGC 7414, MCG 2-32-10, ZWG 70.25, VCC 491, IRAS12191+1146, PGC 39968) — спиральная галактика с перемычкой (SBd) в созвездии Дева.
Этот объект входит в число перечисленных в оригинальной редакции «Нового общего каталога».
Состоит в паре с NGC 4294, может разрушаться под воздействием своего компаньона.